# Ludwik Bałda
Ludwik Bałda (ur. 30 sierpnia 1909 w Chmielniku, zm. 24 października 1979 tamże) – polski nauczyciel, redaktor prasy konspiracyjnej ZWZ-AK i Zrzeszenia WiN.

## Dzieciństwo, młodość – okres przedwojenny
Ludwik Bałda urodził się w dość zamożnej rodzinie chłopskiej Antoniego i Anny z Ziajów. Jego ojciec był w młodości sekretarzem chmielnickiego proboszcza ks. Franciszka Majchra, co pozwoliło mu zdobyć fundusze na budowę domu i założenie dobrze prosperującego sklepu. Cieszył się we wsi dużym szacunkiem, był jednym z założycieli Kasy Stefczyka. Ludwik był drugim synem Anny i Antoniego. Najstarszym był Józef, później urodzą się jeszcze Stanisław i Jan, oraz córki: Aniela, Józefa i Maria.
Bałdowie dbali o wykształcenie swoich dzieci, a dobrze prowadzony sklep i gospodarstwo zapewniały wystarczające na to środki. Ludwik w 1921 r. rozpoczął naukę w klasie Ia I Państwowego Gimnazjum im. ks. Stanisława Konarskiego w Rzeszowie (wówczas 8-klasowe). Do ukończenia VI klasy mieszkał w bursie im. ks. Dymnickiego. Jego wychowawcą przez cały okres nauki w gimnazjum był nauczyciel łaciny Antoni Panek. Ludwik był wzorowym uczniem i każdy rok szkolny kończył bardzo dobrym wynikiem.
W I Gimnazjum działało wiele organizacji i kół zainteresowań. Jedną z nich (najbardziej powszechną) była „Czytelnia”, do której mogli należeć uczniowie starszych klas (od piątej wzwyż). Jej opiekunem był Stefan Przyboś (później Marian Szewera). Głównym celem czytelni było udostępnianie jej członkom książek, prasy, gier, albumów, obrazów stereoskopowych itp. codziennie po lekcjach. Oprócz tego działały różne sekcje („komisje”) np. „obchodowo-dramatyczna”, „śpiewacka”. Organizowano odczyty, spektakle teatralne, uczestniczono w przygotowaniu oprawy artystycznej uroczystości szkolnej. Członkowie „Czytelni” wpłacali składki, prowadzono też akcje zarobkowe na poprawę wyposażenia i różne cele społeczne.
Ludwik wszedł w skład zarządu „Czytelni” w VI klasie jako jej sekretarz. Wygłosił też referat „Historiografia Polski” dla uczniów rzeszowskich szkół średnich w ramach komisji muzealnej (zbierano w ten sposób środki na muzeum etnograficzne w Rzeszowie). W kl. VII został wiceprezesem „Czytelni”. Jego referat „Książka i człowiek” otwierał „Wystawę książki polskiej”, której zorganizowanie było jednym z najważniejszych wydarzeń tym roku szkolnym. W listopadzie 1928 r. uroczyście obchodzono 10-lecie odzyskania niepodległości. „Czytelnia”, której Ludwik był już prezesem, ufundowała pamiątkowy kamień i zasadziła „Drzewo Wolności” na podwórzu gimnazjalnym.
W 1929 r. Ludwik zdał maturę, po czym studiował na Uniwersytecie w Poznaniu, uzyskując w 1938 r. tytuł magistra filozofii w zakresie pedagogiki (15 marca), a później filologii polskiej (28 czerwca). Pracował w prywatnej szkole w Poznaniu, studiując równocześnie malarstwo w tamtejszej Państwowej Szkole Sztuk Zdobniczych i Przemysłu Artystycznego/Państwowym Instytucie Sztuki. Publikował wiersze o tematyce religijnej.

## Okres II wojny światowej
Podczas II wojny światowej wrócił do Chmielnika. W niedalekiej Błażowej schronił się dr Gabriel Brzęk – przed wojną pracownik Katedry Zoologii UAM w Poznaniu. Już w 1940 r. w porozumieniu z dowódcą placówki ZWZ Błażowa por. Józefem Lutakiem przystąpił on do organizacji tajnego nauczania dla wyróżniających się żołnierzy ZWZ, w celu umożliwienia im uzupełnienie średniego wykształcenia, co otwierało drogę do tworzonej przez Lutaka konspiracyjnej podchorążówki i awansu na stopnie oficerskie. W rezultacie powstał ośrodek tajnego nauczania krypt. „Kuźnica”, podporządkowany później inspektorowi ZWZ-AK w Rzeszowie i sformalizowany jako Państwowa Komisja Egzaminacyjna. Latem 1940 r. Brzęk zaprosił do współpracy Ludwika Bałdę, który wkrótce został jego zastępcą, przyjmując pseudonim „Bartek”. W maju 1940 r. rozpoczął się pierwszy kurs przygotowujący do matury kilkunastu żołnierzy z placówek Błażowa, Dynów, Tyczyn i z Rzeszowa. 15 marca 1942 r. odbyło się uroczyste wręczenie pierwszych świadectw dojrzałości. Ludwik prowadził konsultacje, wykłady, opracował zadania maturalne z języka polskiego, uczestniczył w przeprowadzeniu egzaminu. „Kuźnica” stopniowo rozszerzała swoją działalność prowadząc kursy i egzaminy pozwalające żołnierzom AK uzupełnić wykształcenie również w zakresie szkoły podstawowej (VII klasa) i gimnazjum (mała matura) – łącznie ok. 450 absolwentów. Latem 1943 r. zapadły decyzje o przekazaniu całości tajnego nauczania podziemnym władzom cywilnym i w następnych miesiącach „Kuźnica” została rozwiązana jako struktura wojskowa. Inspektor kpt. Łukasz Ciepliński złożył najaktywniejszym członkom „Kuźnicy” (w tym Ludwikowi Bałdzie) pisemne podziękowania i przedstawił ich do odznaczenia. Wiosną 1944 r. Ludwik otrzymał Złoty Krzyż Zasługi z Mieczami.
Tymczasem młodszy brat Ludwika – Jan, który po zdaniu matury w 1938 r., ukończył Dywizyjny Kurs Podchorążych przy 24 Dywizji Piechoty w Jarosławiu i jako kapral podchorąży skierowany na praktykę do 17 pp w Rzeszowie, uczestniczył w kampanii wrześniowej, również zaangażował się w działalność konspiracyjną. W 1941 r, został on referentem propagandy Obwodu, a wkrótce również Inspektoratu ZWZ Rzeszów i stanął na czele ugrupowania dywersyjno-propagandowego „Wedeta”, działającego w zakresie propagandy, walki cywilnej i wywiadu. Jednym z podstawowych zadań „Wedety” było wydawanie pisma inspektoratu „Na Posterunku”. Tytuł ten (pierwotnie „Na Placówce”) wydawany był w niewielkim nakładzie od stycznia 1940 r. w Rzeszowie a później w Tyczynie. Od połowy 1941 r. przejęła go „Wedeta”. Trzon organizacji i redakcję pisma stanowili młodzi chmielniczanie skupieni wokół Jana Bałdy ps. „Piotr”. Ludwik Bałda został redaktorem literackim „Na Posterunku”.
30 lipca 1943 r. policja granatowa z Tyczyna przypadkowo odkryła powielarnię „Na Posterunku” w Chmielniku. Podczas próby likwidacji policjantów w Matysówce poległ ppor. Jan Bałda. Zaczęły się trudne dni dla rodziny Bałdów – brutalne przesłuchiwania w celu identyfikacji, kiedy do Niemców dotarła informacja o potajemnym pochówku na cmentarzu w Chmielniku, później równie brutalne traktowanie podczas pacyfikacji wsi 18 września 1943 r. Rodzinny dom przestał być dla Ludwika bezpiecznym schronieniem. Uzyskał urlop w „Kuźnicy”, musiał się ukrywać, ale nadal uczestniczył w redagowaniu „Na Posterunku”, aż do ostatniego numeru (119 – listopad 1944). Śmierć brata musiała być wielkim ciosem – pewnym wyrazem tego przeżycia był wiersz autorstwa Ludwika zamieszczony w 109 numerze „Na Posterunku” w rocznicę śmierci Jana. Po wkroczeniu sowietów redakcja „Na Posterunku” nie mogła korzystać w takim stopniu jak podczas okupacji niemieckiej z materiałów przygotowywanych przez BiP AK i teraz szczególnie ujawniła się inwencja i talent Ludwika Bałdy, który w swoich artykułach i krótkich formach satyrycznych, podjął polemikę z propagandą PKWN, trafnie charakteryzując charakter nowej władzy. Jako reprezentant inspektorackiego KiP i „Antyku” wszedł w skład „Biura Politycznego” – nowej siatki informacyjno-propagandowej utworzonej przy Inspektoracie AK Rzeszów w sierpniu 1944 r.

## Okres powojenny
Po zakończeniu wojny wyjechał do Krakowa, aby kontynuować studia plastyczne pracując równocześnie jako nauczyciel. Tam wkrótce włączył się w działalność Zrzeszenia WiN, którego kierownictwo stanowili byli dowódcy rzeszowskiego inspektoratu AK. Dawna redakcja „Na Posterunku” rozpoczęła na Górnym Śląsku wydawanie pisma Obszaru Południowego WiN „Orzeł Biały”. Jesienią 1947 r. UB wykrył drukarnię i nastąpiły aresztowania wśród redakcji. Ludwik opuścił Kraków podejmując pracę nauczyciela w mniejszych miejscowościach (Jordanów, Szczyrzyc, Tuchów). Po 1956 r. wrócił do Krakowa i pracował w XI LO im. Marii Dąbrowskiej w Nowej Hucie.
Ostatni okres życia spędził w rodzinnym domu w Chmielniku (gdzie mieszkały jego siostry Aniela i Józefa). Zmarł 24 października 1979 r. i został pochowany na cmentarzu w Chmielniku – w pobliżu zaprojektowanego przez siebie pomnika wybudowanego w 1948 r. na grobie poległych podczas wojny żołnierzy „Wedety” (Jana Bałdy, Stefana Rudnickiego, Józefa Sitarza, Jerzego Ziomka).

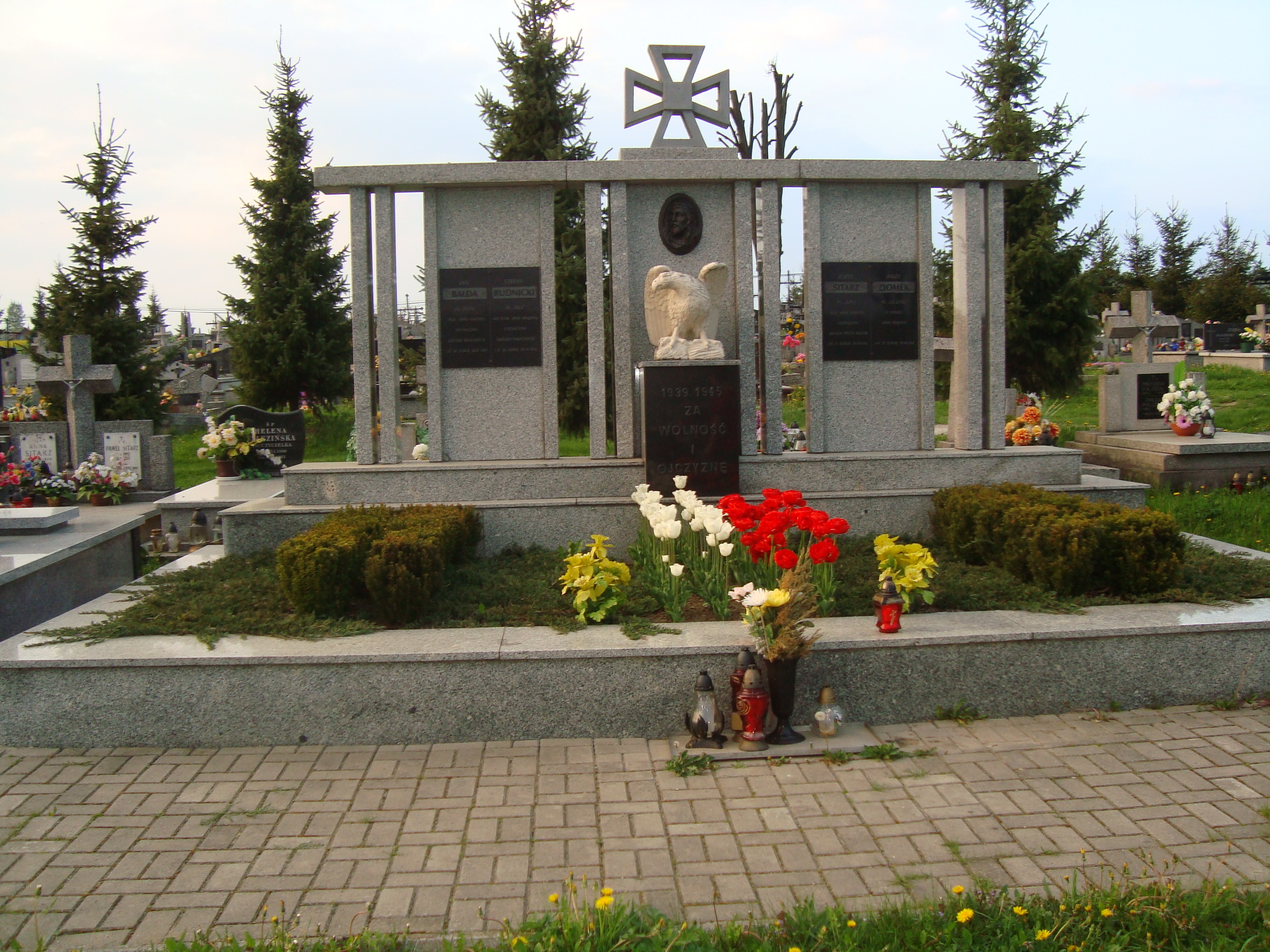
Pomnik żołnierzy Wedety w Chmielniku, wybudowany w 1948 r. według projektu Ludwika Bałdy (stan po przebudowie w 2002 r.)